# Lucio Estacio Cuadrato
Lucio Estacio Cuadrato (en latín, Lucius Statius Quadratus) fue un senador romano del siglo II, que desarrolló su carrera política bajo los imperios de Adriano y Antonino Pío.

## Familia
Era padre de Marco Estacio Prisco Licinio Itálico, caballero promocionado al Senado por Antonino Pío por sus dotes militares y consul ordinarius en 159.

## Carrera política
Su primer cargo conocido fue el consul ordinarius en 142, bajo Antonino Pío. Bajo este mismo emperador, fue enviado en 156/157 como procónsul de la provincia romana de Asia y bajo su gobierno fue martirizado el obispo  Policarpo de Esmirna.